# Vertrag von Kjachta (1915)
Der Vertrag von Kjachta von 1915 (auch Vertrag von Kiachta) war ein Vertrag zwischen der autonomen Äußeren Mongolei, dem Russischen Kaiserreich und der Republik China. Er wurde am 25. Maijul. / 7. Juni 1915greg. in der russischen Grenzstadt Kjachta geschlossen.
Die Äußere Mongolei hatte 276 Jahre lang als nördliches Randgebiet zum Chinesischen Kaiserreich gehört. Kurz vor dem Ende der Qing-Dynastie schwang sich der 8. Jebtsundamba (Herrschertitel: Boghdo Gegen) am 30. Dezember 1911 zum Staatsoberhaupt auf und verkündete die Autonomie der Mongolei. Durch geschicktes Balancieren der Interessen der beiden übermächtigen Nachbarn Russland und China wollte er nachfolgend die Unabhängigkeit des Gebiets in internationalen Verträgen sichern. Entgegen dieser Absicht wurde auf der Konferenz jedoch folgendes festgelegt:
- Die Äußere Mongolei erkennt die Oberhoheit Chinas an.
- China und Russland erkennen die Autonomie der Äußeren Mongolei an.
- Die Äußere Mongolei ist ein Teil des chinesischen Territoriums.
- Die Äußere Mongolei schließt mit ausländischen Mächten keine Verträge über politische oder territoriale Belange ab (Handelsverträge waren z. B. möglich).

Die vertraglich zugesicherte Autonomie sollte indes nicht lange währen: Nach der Oktoberrevolution im Jahr 1917 fiel Russland als Schutzmacht und Gegengewicht zu China aus, das im September 1918 erste Truppen in die Äußere Mongolei schickte, um dann im Oktober/November unter General Xu Shuzheng endgültig einzumarschieren. Am 17. November 1919 unterzeichneten 16 mongolische Regierungsvertreter ein Schreiben, das den Verzicht der auf Autonomie beinhaltete. Der Versuch der Gründung eines unabhängigen mongolischen Staates war damit zunächst gescheitert.